# Ungdomskultur
Ungdomskultur er kulturelle udtryk og samfundsmæssige fænomener, som knyttes til ungdommen. Ungdomskulturen er en subkultur, som viser sig på forskellige måder og områder, men som er præget af sin egen stil og specielle aktiviteter, som skiller sig ud fra børnekulturen og det etablerede voksensamfund. Som begreb er ungdomskultur relativt nyt.[kilde mangler]